# Sequentia (grupo musical)
Sequentia es un grupo de música antigua fundado en 1977 por Benjamin Bagby y Barbara Thornton. El grupo está especializado en música medieval y se centra principalmente en música con textos, específicamente en canto.
Inicialmente se establecieron en Colonia, Alemania, gracias al apoyo de la emisora WDR (Westdeutscher Rundfunk). Posteriormente, el grupo se estableció en París.
Los únicos miembros permanentes del grupo han sido sus directores, Benjamin Bagby y Barbara Thornton (esta, antes de su muerte en 1998). Los demás miembros son contratados de acuerdo con las necesidades de cada proyecto.
La mayoría de sus grabaciones han sido para el sello Deutsche Harmonia Mundi.

## Discografía
- 1981 - Spielmann und Kleriker. EMI/Deutsche Harmonia mundi 567 (o CDC)-7 49704-2.
- 1982 - Hildegard von Bingen: Ordo Virtutum. Deutsche Harmonia Mundi 77051 (2 CD).
- 1983 - Spruchdichtung des 13. Jahrhunderts: Kelin und Fegfeuer. EMI/Deutsche Harmonia mundi 567 (o CDC)-7 49705-2.
- 1984 - Hildegard von Bingen: Sinfoniae. Deutsche Harmonia Mundi (BMG) 82876 60152 2.
- 1984 - Trouvères. Höfische Liebeslieder aus Nordfrankreich. (En colaboración con el Ensemble für Musik des Mittelalters).

Grabación original en vinilo:
- Deutsche Harmonia mundi (EMI) 1 C 157-169501-3 (3 LP). 

Reedición parcial en CD con 8 pistas menos que el original:
- Deutsche Harmonia Mundi (BMG) RD 77155 (2 CD). 

- 1986 - English Songs of the Middle Ages. Deutsche Harmonia Mundi 77019.
- 1987 - Philippe Le Chancelier - School of Notre Dame. Deutsche Harmonia Mundi (BMG) 82876 60156 2.
- 1988 - Philippe de Vitry: Motets and Chansons. Deutsche Harmonia Mundi 77095.
- 1989 - Vox Iberica I: Donnersöhne. Music for St. James the Apostle: Codex Calixtinus. Deutsche Harmonia Mundi 77199.
- 1990 - Vox Iberica II: Codex Las Huelgas. Music from the royal convent of Las Huelgas de Burgos. Deutsche Harmonia Mundi 77238.
- 1991 - Vox Iberica III: El Sabio. Songs for King Alfonso X. Deutsche Harmonia Mundi 77173.
- 1991 - The Union of Words and Music in Medieval Poetry. Es un casete que acompaña a un libro de artículos de una conferencia en la University of Texas en 1987. University of Texas Press ISBN 0-292-78520-8.
- 1992 - Bordesholmer Marienklage. Deutsche Harmonia Mundi 77280 (2 CD).
- 1993 - Oswald von Wolkenstein: Lieder. Deutsche Harmonia Mundi 77302.
- 1993 - Hildegard von Bingen: Canticles of Ecstasy. Deutsche Harmonia Mundi 77320.
- 1994 - Dante and the Troubadours. Deutsche Harmonia Mundi (BMG) 82876 60163 2.
- 1994 - Hildegard von Bingen: O Jerusalem. Deutsche Harmonia mundi (BMG) 05472-77 353-2.
- 1994 - Visions from the Book. Deutsche Harmonia Mundi 77347.
- 1995 - Hildegard von Bingen: Voice of the Blood. Deutsche Harmonia Mundi 77346.
- 1996 - Hildegard von Bingen: Saints. Deutsche Harmonia Mundi 77378 (2 CD).
- 1996 - Shining Light. Music from the Aquitanian Monasteries, 12th century. Deutsche Harmonia Mundi 77370.
- 1997 - Aquitania. Christmas Music from Aquitanian Monasteries. Deutsche Harmonia mundi 05472-77666-2.
- 1998 - Hildegard von Bingen: Ordo Virtutum. (Nota: La grabación es diferente de la de 1982). Deutsche Harmonia Mundi 05472 77394 2.

- 1999 - Edda: Myths from Medieval Iceland. Deutsche Harmonia Mundi 77381.
- 2000 - Frauenlob. In Praise of the Celestial Woman. (Grabado en 1990). Deutsche Harmonia mundi 05472 77 309 2.
- 2002 - The Rheingold Curse. A Germanic Saga from the Medieval Icelandic Edda. Marc Aurel edition 20016.
- 2004 - Lost Songs of a Rhineland Harper. Deutsche Harmonia Mundi 82876 58939-2.
- 2005 - Krone und Schleier. Frauenklöster im Mittelalter. WDR Köln / Kunst- und Ausstellungshalle der Bundesrepublik Deutschland. Es una antología grabada para una exposición en Alemania sobre el arte medieval en los monasterios femeninos.
- 2005 - Chant Wars. The Carolingian "gobalisation" of medieval plainchant. (En colaboración con el grupo Dialogos). Deutsche harmonia mundi 82876-66650-2.
- 2008 - Endzeitfragmente. Fragments for the End of Time. Raum Klang 2803.

Discos junto con otros grupos:
- 2004 - With Voice & Pen. Coming to Know Medieval Song and How It Was Made. La grabación es un CD que acompaña al citado libro de música medieval del musicólogo Leo Treitler. También intervienen los grupos Dialogos y el Ensemble Gilles Binchois. Oxford University Press. ISBN 0-292-78519-4.

Discos recopilatorios y cajas:
- 1998 - Hildegard von Bingen: 900 Years. Deutsche Harmonia Mundi 77505 (8 CD). . Es una caja con todas las grabaciones de Hildegard von Bingen: 
  - 1984 - Hildegard von Bingen: Sinfoniae
  - 1993 - Hildegard von Bingen: Canticles of Ecstasy
  - 1994 - Hildegard von Bingen: O Jerusalem
  - 1995 - Hildegard von Bingen: Voice of the Blood
  - 1996 - Hildegard von Bingen: Saints
  - 1998 - Hildegard von Bingen: Ordo Virtutum
- 1998 - Century Classics VIII 1150-1450. Liebeslieder im Mittelalter. Deutsche Harmonia Mundi (BMG) 05472 77 607-2.
- 2002 - Hildegard - Chants de l'Extase. Deutsche Harmonia Mundi 88697 09920 2 (box), 74321 88689 2. . Es una caja con las siguientes grabaciones de Hildegard von Bingen: 
  - 1994 - Hildegard von Bingen: O Jerusalem
  - 1995 - Hildegard von Bingen: Voice of the Blood

Recopilaciones junto con otros grupos:
- 1993 - Ancient Music for a Modern Age. Disco recopilatorio con Sequentia y otros grupos. Deutsche Harmonia mundi (BMG) 09026 61 868-2 (2-CD).
- 1994 - Chill to the Chant. The Magic of Gregorian Chant. Disco recopilatorio con Sequentia y el coro de Schola Cantorum Basiliensis. Deutsche Harmonia Mundi 62666.
- 1997  - Adventures in Early Music. Documented by DHM. Disco recopilatorio con Sequentia, The Harp Consort, La Petite Bande, Thomas Hengelbrock, Andreas Staier y Al Ayre Español. Deutsche Harmonia Mundi 68859.
- 1998 - Century Classics I 1000-1400 Hildegard von Bingen, Perotin, Wolkenstein. Disco recopilatorio con Sequentia, Schola Cantorum Basiliensis y Deller Consort. Deutsche Harmonia Mundi 05472 77600 2.
- 1998 - Century Classics II 1400-1500. Dunstable, Dufay, etc. Disco recopilatorio con Pro Cantione Antiqua, Sequentia y Schola Cantorum Basiliensis. Deutsche Harmonia Mundi 05472 77601 2.
- 1998 - Century Classics VII 1100-1200. Musik der Klöster. Disco recopilatorio con Sequentia y Schola Cantorum Basiliensis. Deutsche Harmonia Mundi (BMG) 05472 77 606-2.
- 1998 - Century Classics X 1500-1600 . Sinnesfreuden der Renaissance. Disco recopilatorio con Sequentia, Schola Cantorum Basiliensis, etc. Deutsche Harmonia Mundi (BMG)
- 1999 - 40 Years of Deutsche Harmonia Mundi. Disco recopilatorio con Sequentia y otros grupos. Deutsche Harmonia Mundi (BMG)
- 1999 - Quodlibet: new releases 98-99. Deutsche Harmonia Mundi (BMG) "Quodlibet" 05472 77899 2.